# Liste der Bodendenkmäler im Kreis Coesfeld
Die Liste der Bodendenkmäler im Kreis Coesfeld umfasst:
- Liste der Bodendenkmäler in Ascheberg
- Liste der Bodendenkmäler in Billerbeck
- Liste der Bodendenkmäler in Coesfeld
- Liste der Bodendenkmäler in Dülmen
- Liste der Bodendenkmäler in Havixbeck
- Liste der Bodendenkmäler in Lüdinghausen
- Liste der Bodendenkmäler in Nordkirchen
- Liste der Bodendenkmäler in Nottuln
- Liste der Bodendenkmäler in Olfen
- Liste der Bodendenkmäler in Rosendahl
- Liste der Bodendenkmäler in Senden